# .DS Store
.DS_Store (Desktop Services Store) – plik ukryty tworzony przez systemy unixowe takie jak GNU/Linux czy system operacyjny OS X firmy Apple Inc. do zapisywania właściwości folderów, takich jak rozmieszczenie ikon czy wybór tła okna folderu. Domyślnie Mac OS X tworzy pliki .DS_Store w każdym folderze, do którego ma dostęp, nawet w folderach na systemach zdalnych (na przykład folderach udostępnianych za pomocą połączeń SMB lub AFP) i nawet jeśli użytkownik zmieniał jedynie pozycję okna Findera z danym folderem.
Apple umieścił na stronie pomocy technicznej informację, jak można wyłączyć tworzenie plików .DS_Store na dyskach sieciowych. Nie można jednak wyłączyć tworzenia tych plików na dyskach lokalnych, włączając w to pamięci flash.
Chociaż początkowo pliki te były używane głównie przez program Finder, aktualnie służą jako pliki do przechowywania metadanych z różnych programów (od Mac OS X Tiger (10.4), na przykład, pliki .DS_Store zawierają też komentarze programu Spotlight nt. wszystkich plików w danym folderze).